# Jean-Louis Pons
Jean-Louis Pons (Peyre, 24 dicembre 1761 – Firenze, 14 ottobre 1831) è stato un astronomo francese.

## Biografia
Nacque a Peyre in una famiglia di umili origini e ricevette un'educazione elementare. Entrò nell'Osservatorio di Marsiglia nel 1789 come custode e assistendo gli astronomi durante le loro osservazioni Jean Louis si fece ben presto una discreta esperienza professionale, imparò l'utilizzo di tutti gli strumenti astronomici e dimostrò una grande abilità nel ricordare tutte le posizioni dei corpi celesti e nel riconoscerne le variazioni. Utilizzò telescopi e cannocchiali da lui progettati: uno sicuramente appartenutogli è stato donato dagli eredi al Museo Galileo, dopo la prima Esposizione nazionale di storia della scienza, svoltasi a Firenze nel 1929.
Nel 1813 ottenne il posto di astronomo aggiunto, nel 1819 fu chiamato dalla duchessa Maria Luisa di Borbone-Spagna per dirigere l'osservatorio di Lucca e divenne direttore della Specola di Lucca a San Pancrazio. Dopo la morte della duchessa di Borbone, fu costretto a lasciare Lucca nel 1825 a causa della chiusura dell'osservatorio, e iniziò a insegnare astronomia presso il Reale Museo di Fisica e Storia Naturale di Firenze in Via Romana, La Specola, del quale fu nominato direttore dal Granduca di Toscana Leopoldo II.
Dal 1827 iniziò ad avere problemi di vista e nei primi mesi del 1831 fu costretto a rinunciare definitivamente alle sue osservazioni astronomiche. Morì il 14 ottobre 1831.

Certificato di morte di Jean Louis Pons, redatto il 6 ottobre 1883.

## Scoperte
L'11 luglio 1801 fece la sua prima scoperta di una nuova cometa che fu attribuita a Charles Messier. Da quel giorno Pons scoprì quasi una cometa all'anno.
Tra il 1801 ed il 1827, Pons scoprì trentasette comete, fino a pochi anni fa più di ogni altra persona nella storia, motivo per il quale fu soprannominato "chasseur de comètes". Pons scoprì inoltre cinque comete periodiche, tre delle quali, 7P/Pons-Winnecke e 12P/Pons-Brooks e 273P/Pons-Gambart, portano il suo nome. Un'altra, osservata il 26 novembre 1818, è stata denominata Cometa Encke da Johann Franz Encke, che ne calcolò l'orbita ed il suo notevolmente corto periodo. Pons inoltre co-scoprì la cometa indicata formalmente come "Pons-Coggia-Winnecke-Forbes" ed oggi conosciuta come 27P/Crommelin da Andrew Crommelin, che ne calcolò l'orbita.
Il 16 maggio 2023 è stata annunciata la scoperta di C/1808 R1 Pons, una cometa da lui scoperta di cui non si conosceva l'orbita e che pertanto non risultata nei cataloghi cometari .

## Riconoscimenti
- Nel 1818 Pons ricevette il prix Lalande dell'Accademia francese delle scienze per la scoperta di tre comete in quell'anno.
- Nel 1824 ha ricevuto la Medaglia d'argento della Royal Astronomical Society.
- Il suo nome è stato dato ad un cratere lunare, Pons.
- Gli è stato dedicato un asteroide, 7645 Pons [4].